# Trion Instruments
Trion Instruments war das erste Unternehmen, welches zur Herstellung von Lasern gegründet wurde. Lloyd G. Cross startete mit dem Unternehmen im März 1961 und verkaufte es bereits im Juli 1962 an Lear Siegler.

## Geschichte
Während seiner Tätigkeit als Techniker in der Arbeitsgruppe von Chihiro Kikuchi bei Willow Run lernte Cross Rubin-Maser zu bauen. Ende der 1950er Jahre gründete er mit ehemaligen Studienkollegen ein Unternehmen zur Vermarktung von Masern. Der Erfolg blieb aus, doch mit der Bekanntgabe zum ersten Rubin-Laser von Theodore Maiman im Juli 1960 eröffnete sich Cross ein neues Gebiet. Mit 30.000 US-Dollar Kapital von Freunden und Verwandten gründeten er und Mitarbeiter seiner ersten Firma im März 1961 die Trion Instruments für Rubin-Laser.
Wegen des frühen Einstiegs in die Lasertechnik zählte Trion Technologies damals mit Stückzahlen von mehreren Lasern pro Monat zu den großen Laserherstellern. Zu den Kunden gehörten die Forschungsabteilungen der großen Technologie- und Rüstungsunternehmen Amerikas ebenso wie renommierte Universitäten.
Die Laser von Trion waren wie zu der Zeit üblich noch alles andere als störungsfrei und dienten den Kunden in der Regel als schneller Einstieg in die Lasertechnik. Doch Trion hatte nicht ausreichend Kapital, um mit den Problemen fertigzuwerden, und konnte mit anderen Laserfirmen nicht mithalten. Nach knapp mehr als einem Jahr verkauften die Gründer das Unternehmen für 100.000 US-Dollar, mehr als das Dreifache des eingesetzten Kapitals, an das Luftfahrtunternehmen Lear-Siegler.